# Am Dobrock
Am Dobrock er en Samtgemeinde (fælleskommune eller amt) i den tyske delstat Niedersachsen. Den ligger omkring sammenløbet af floderne Oste og Elben, omkring 25 km øst for Cuxhaven, og 15 km syd for Brunsbüttel. Administrationen ligger i landsbyen Cadenberge.
Samtgemeinde eller amtet Am Dobrock består af kommunerne:
- Belum
- Bülkau
- Cadenberge
- Geversdorf
- Neuhaus (Oste)
- Oberndorf
- Wingst